# Cândida de Morais
Cândida de Morais é um bairro localizado no município de Goiânia, capital de Goiás, na região noroeste da cidade.
O bairro centra, com o Finsocial, a oferta de tratamento médico para as populações da região noroeste de Goiânia. É nele que se localiza o Cais Cândida de Morais, administrado pela Secretaria Municipal de Saúde (SMS).
Segundo dados do Instituto Brasileiro de Geografia e Estatística (IBGE), divulgados pela prefeitura, no Censo 2010 a população do Cândida de Morais era de 3 319 pessoas.